# یواس‌اس مک‌کورمیک (دی‌دی-۲۲۳)
یواس‌اس مک‌کورمیک (دی‌دی-۲۲۳) (به انگلیسی: USS McCormick (DD-223)) یک کشتی بود که طول آن ۹۵٫۸۳ متر (۳۱۴٫۴ فوت) بود. این کشتی در سال ۱۹۲۰ ساخته شد.